# Gand-Wevelgem 2006
La 68e édition de la course cycliste Gand-Wevelgem a eu lieu le 5 avril 2006 sur une distance de 210 km. La course est la cinquième épreuve de l'UCI ProTour 2006. Elle a été remportée par le Norvégien Thor Hushovd de la formation Crédit Agricole. Il devance David Kopp et Alessandro Petacchi.

## Présentation

### Equipes
Gand-Wevelgem figurant au calendrier du ProTour, les 20 UCI Proteams sont présentes, auxquelles il faut ajouter les 5 équipes continentales invitées.
| ProTeams (20)- Quick Step-Innergetic - Davitamon-Lotto - CSC - Caisse d'Épargne-Illes Balears - Euskaltel-Euskadi - Liberty Seguros-Würth - Saunier Duval-Prodir - AG2R Prévoyance - Bouygues Télécom - Cofidis-Le Crédit par Téléphone - Crédit agricole - La Française des jeux - Gerolsteiner - T-Mobile - Lampre-Fondital - Liquigas - Team Milram - Rabobank - Phonak Hearing Systems - Discovery Channel Équipes continentales professionnelles (5)- Chocolade Jacques-Topsport Vlaanderen - Landbouwkrediet-Colnago - Unibet.com - Skil-Shimano - Navigators Insurance |
| |

## Classements

### Classement de la course
| \| Classement général \| Classement général \| Classement général \| Classement général \| Classement général \| \| Coureur \| Coureur \| Pays \| Équipe \| Temps \| \| ------------------ \| ------------------- \| ------------------ \| ------------------------------ \| ------------------ \| \| 1er \| Thor Hushovd \| Norvège \| Crédit Agricole \| 4 h 53 min 15 s \| \| 2e \| David Kopp \| Allemagne \| Gerolsteiner \| + 0 s \| \| 3e \| Alessandro Petacchi \| Italie \| Team Milram \| + 0 s \| \| 4e \| Filippo Pozzato \| Italie \| Quick Step-Innergetic \| + 0 s \| \| 5e \| George Hincapie \| États-Unis \| Discovery Channel \| + 0 s \| \| 6e \| Fabian Cancellara \| Suisse \| CSC \| + 0 s \| \| 7e \| Bernhard Eisel \| Autriche \| La Française des jeux \| + 0 s \| \| 8e \| Erki Pütsep \| Estonie \| AG2R Prévoyance \| + 0 s \| \| 9e \| Allan Davis \| Australie \| Liberty Seguros-Würth \| + 0 s \| \| 10e \| Kurt Asle Arvesen \| Norvège \| CSC \| + 0 s \| \| 11e \| Heinrich Haussler \| Allemagne \| Gerolsteiner \| + 0 s \| \| 12e \| Henk Vogels \| Australie \| Davitamon-Lotto \| + 0 s \| \| 13e \| Alexei Markov \| Russie \| Caisse d'Épargne-Illes Balears \| + 0 s \| \| 14e \| Baden Cooke \| Australie \| Unibet.com \| + 0 s \| \| 15e \| Franck Renier \| France \| Bouygues Telecom \| + 0 s \| \| 16e \| Martin Elmiger \| Suisse \| Phonak Hearing Systems \| + 0 s \| \| 17e \| Grégory Rast \| Suisse \| Phonak Hearing Systems \| + 0 s \| \| 18e \| Vicente Reynés \| Espagne \| Caisse d'Épargne-Illes Balears \| + 0 s \| \| 19e \| Marcus Burghardt \| Allemagne \| T-Mobile \| + 0 s \| \| 20e \| Jimmy Engoulvent \| France \| Crédit Agricole \| + 0 s \| |                     |            |                                |                 |
| |                     |            |                                |                 |
| |                     |            |                                |                 |
| Classement général |                     |            |                                |                 |
| Coureur | Coureur             | Pays       | Équipe                         | Temps           |
| 1er | Thor Hushovd        | Norvège    | Crédit Agricole                | 4 h 53 min 15 s |
| 2e | David Kopp          | Allemagne  | Gerolsteiner                   | + 0 s           |
| 3e | Alessandro Petacchi | Italie     | Team Milram                    | + 0 s           |
| 4e | Filippo Pozzato     | Italie     | Quick Step-Innergetic          | + 0 s           |
| 5e | George Hincapie     | États-Unis | Discovery Channel              | + 0 s           |
| 6e | Fabian Cancellara   | Suisse     | CSC                            | + 0 s           |
| 7e | Bernhard Eisel      | Autriche   | La Française des jeux          | + 0 s           |
| 8e | Erki Pütsep         | Estonie    | AG2R Prévoyance                | + 0 s           |
| 9e | Allan Davis         | Australie  | Liberty Seguros-Würth          | + 0 s           |
| 10e | Kurt Asle Arvesen   | Norvège    | CSC                            | + 0 s           |
| 11e | Heinrich Haussler   | Allemagne  | Gerolsteiner                   | + 0 s           |
| 12e | Henk Vogels         | Australie  | Davitamon-Lotto                | + 0 s           |
| 13e | Alexei Markov       | Russie     | Caisse d'Épargne-Illes Balears | + 0 s           |
| 14e | Baden Cooke         | Australie  | Unibet.com                     | + 0 s           |
| 15e | Franck Renier       | France     | Bouygues Telecom               | + 0 s           |
| 16e | Martin Elmiger      | Suisse     | Phonak Hearing Systems         | + 0 s           |
| 17e | Grégory Rast        | Suisse     | Phonak Hearing Systems         | + 0 s           |
| 18e | Vicente Reynés      | Espagne    | Caisse d'Épargne-Illes Balears | + 0 s           |
| 19e | Marcus Burghardt    | Allemagne  | T-Mobile                       | + 0 s           |
| 20e | Jimmy Engoulvent    | France     | Crédit Agricole                | + 0 s           |

George Hincapie, initialement cinquième, a été déclassé par l'UCI,.

### Classement du ProTour
La course attribue des points au classement UCI ProTour 2006 selon le barème suivant :
| Position           | 1er | 2e | 3e | 4e | 5e | 6e | 7e | 8e | 9e | 10e |
| Classement général | 40  | 30 | 25 | 20 | 15 | 11 | 7  | 5  | 3  | 1   |

Après cette quatrième épreuve le classement est le suivant :
| #  | Coureur             | Équipe                | Points | Précédent | Evolution     |
| -- | ------------------- | --------------------- | ------ | --------- | ------------- |
| 1  | Tom Boonen          | Quick Step-Innergetic | 89     | 1         | en stagnation |
| 2  | Alessandro Petacchi | Milram                | 72     | 6         | +4            |
| 3  | Filippo Pozzato     | Quick Step-Innergetic | 70     | 5         | +2            |
| 3  | Alessandro Ballan   | Lampre-Fondital       | 70     | 2         | -1            |
| 5  | George Hincapie     | Discovery Channel     | 60     | 7         | +2            |
| 6  | Floyd Landis        | Phonak                | 52     | 3         | -3            |
| 7  | Thomas Dekker       | Rabobank              | 51     | 2         | -1            |
| 8  | Thor Hushovd        | Crédit Agricole       | 35     | 44        | +36           |
| 9  | Francisco Vila      | Lampre-Fondital       | 43     | 8         | -1            |
| 10 | Leif Hoste          | Discovery Channel     | 42     | 9         | -1            |

| # | Équipe                | Points | Précédent | Evolution     |
| - | --------------------- | ------ | --------- | ------------- |
| 1 | Gerolsteiner          | 79     | 2         | +1            |
| 2 | Discovery Channel     | 76     | 1         | -1            |
| 3 | CSC                   | 73     | 3         | en stagnation |
| 4 | Quick Step-Innergetic | 68     | 7         | +3            |
| 5 | Phonak                | 66     | 3         | -2            |
| 6 | Rabobank              | 57     | 5         | -1            |
| 7 | Davitamon-Lotto       | 55     | 9         | +2            |
| 8 | Lampre-Fondital       | 54     | 5         | -3            |
| 8 | Liberty Seguros-Würth | 54     | 8         | en stagnation |
| 8 | Crédit agricole       | 54     | 10        | +2            |

| #  | Pays       | Points | Précédent | Evolution     |
| -- | ---------- | ------ | --------- | ------------- |
| 1  | Italie     | 277    | 1         | en stagnation |
| 2  | Belgique   | 161    | 2         | en stagnation |
| 3  | Espagne    | 138    | 3         | en stagnation |
| 4  | États-Unis | 119    | 5         | +1            |
| 5  | Pays-Bas   | 108    | 4         | -1            |
| 6  | Allemagne  | 80     | 6         | en stagnation |
| 7  | Norvège    | 45     | 12        | +5            |
| 8  | Suisse     | 42     | 7         | -1            |
| 9  | Luxembourg | 25     | 8         | -1            |
| 10 | Australie  | 20     | 10        | en stagnation |

## Liste des participants
| Quick Step-Innergetic QSI | Quick Step-Innergetic QSI | Quick Step-Innergetic QSI |
| ------------------------- | ------------------------- | ------------------------- |
| Num                       | Coureur                   | Pos                       |
| 1                         | Tom Boonen (BEL)          |                           |
| 2                         | Wilfried Cretskens (BEL)  |                           |
| 3                         | Steven de Jongh (NED)     |                           |
| 4                         | Kevin Hulsmans (BEL)      |                           |
| 5                         | Servais Knaven (NED)      |                           |
| 6                         | Nick Nuyens (BEL)         |                           |
| 7                         | Matteo Tosatto (ITA)      |                           |
| 8                         | Filippo Pozzato (ITA)     |                           |

| Davitamon-Lotto DVL | Davitamon-Lotto DVL   | Davitamon-Lotto DVL |
| ------------------- | --------------------- | ------------------- |
| Num                 | Coureur               | Pos                 |
| 11                  | Nico Mattan (BEL)     |                     |
| 12                  | Léon van Bon (NED)    |                     |
| 13                  | Nick Ingels (BEL)     |                     |
| 14                  | Bert Roesems (BEL)    |                     |
| 15                  | Gert Steegmans (BEL)  |                     |
| 16                  | Tom Steels (BEL)      |                     |
| 17                  | Wim Vansevenant (BEL) |                     |
| 18                  | Henk Vogels (AUS)     |                     |

| CSC | CSC                     | CSC |
| --- | ----------------------- | --- |
| Num | Coureur                 | Pos |
| 21  | Kurt Asle Arvesen (NOR) |     |
| 22  | Fabian Cancellara (SUI) |     |
| 23  | Allan Johansen (DEN)    |     |
| 24  | Marcus Ljungqvist (SWE) |     |
| 25  | Lars Michaelsen (DEN)   |     |
| 26  | Christian Müller (GER)  |     |
| 27  | Martin Pedersen (DEN)   |     |
| 28  | Luke Roberts (AUS)      |     |

| Caisse d'Épargne-Illes Balears CEI | Caisse d'Épargne-Illes Balears CEI | Caisse d'Épargne-Illes Balears CEI |
| ---------------------------------- | ---------------------------------- | ---------------------------------- |
| Num                                | Coureur                            | Pos                                |
| 31                                 | Éric Berthou (FRA)                 |                                    |
| 32                                 | Florent Brard (FRA)                |                                    |
| 33                                 | Imanol Erviti (ESP)                |                                    |
| 34                                 | José Vicente García Acosta (ESP)   |                                    |
| 35                                 | José Cayetano Juliá (ESP)          |                                    |
| 36                                 | Nicolas Portal (FRA)               |                                    |
| 37                                 | Vicente Reynés (ESP)               |                                    |
| 38                                 | Alexei Markov (RUS)                |                                    |

| Euskaltel-Euskadi EUS | Euskaltel-Euskadi EUS | Euskaltel-Euskadi EUS |
| --------------------- | --------------------- | --------------------- |
| Num                   | Coureur               | Pos                   |
| 41                    | Andoni Aranaga (ESP)  |                       |
| 42                    | Koldo Fernández (ESP) |                       |
| 43                    | Iker Flores (ESP)     |                       |
| 44                    | David Herrero (ESP)   |                       |
| 45                    | Markel Irizar (ESP)   |                       |
| 46                    | Unai Uribarri (ESP)   |                       |
| 47                    | Iban Mayoz (ESP)      |                       |
| 48                    | Joseba Zubeldia (ESP) |                       |

| Liberty Seguros-Würth LSW | Liberty Seguros-Würth LSW | Liberty Seguros-Würth LSW |
| ------------------------- | ------------------------- | ------------------------- |
| Num                       | Coureur                   | Pos                       |
| 51                        | Carlos Abellán (ESP)      |                           |
| 52                        | Assan Bazayev (KAZ)       |                           |
| 53                        | Allan Davis (AUS)         |                           |
| 54                        | Koen de Kort (NED)        |                           |
| 55                        | Aaron Kemps (AUS)         |                           |
| 56                        | José Joaquín Rojas (ESP)  |                           |
| 57                        | Eladio Sánchez (ESP)      |                           |
| 58                        | Iván Santos (ESP)         |                           |

| Saunier Duval-Prodir SDV | Saunier Duval-Prodir SDV | Saunier Duval-Prodir SDV |
| ------------------------ | ------------------------ | ------------------------ |
| Num                      | Coureur                  | Pos                      |
| 61                       | Charles Dionne (CAN)     |                          |
| 62                       | Ángel Gómez (ESP)        |                          |
| 63                       | Piotr Mazur (POL)        |                          |
| 64                       | Luciano Pagliarini (BRA) |                          |
| 65                       | Aaron Olsen (USA)        |                          |
| 66                       | Francisco Ventoso (ESP)  |                          |
| 67                       | Francisco Ventoso (ESP)  |                          |
| 68                       | Carlos Zárate (ESP)      |                          |

| AG2R Prévoyance A2R | AG2R Prévoyance A2R      | AG2R Prévoyance A2R |
| ------------------- | ------------------------ | ------------------- |
| Num                 | Coureur                  | Pos                 |
| 71                  | Renaud Dion (FRA)        |                     |
| 72                  | John Gadret (FRA)        |                     |
| 73                  | Laurent Mangel (FRA)     |                     |
| 74                  | Jean-Patrick Nazon (FRA) |                     |
| 75                  | Erki Pütsep (EST)        |                     |
| 76                  | Christophe Riblon (FRA)  |                     |
| 77                  | Aliaksandr Usau (BLR)    |                     |
| 78                  | Tomas Vaitkus (LTU)      |                     |

| Bouygues Telecom BTL | Bouygues Telecom BTL     | Bouygues Telecom BTL |
| -------------------- | ------------------------ | -------------------- |
| Num                  | Coureur                  | Pos                  |
| 81                   | Sébastien Chavanel (FRA) |                      |
| 82                   | Mathieu Claude (FRA)     |                      |
| 83                   | Pierre Drancourt (FRA)   |                      |
| 84                   | Andy Flickinger (FRA)    |                      |
| 85                   | Yohann Gène (FRA)        |                      |
| 86                   | Anthony Geslin (FRA)     |                      |
| 87                   | Rony Martias (FRA)       |                      |
| 88                   | Franck Renier (FRA)      |                      |

| Cofidis-Le Crédit par Téléphone COF | Cofidis-Le Crédit par Téléphone COF | Cofidis-Le Crédit par Téléphone COF |
| ----------------------------------- | ----------------------------------- | ----------------------------------- |
| Num                                 | Coureur                             | Pos                                 |
| 91                                  | Jimmy Casper (FRA)                  |                                     |
| 92                                  | Nicolas Roche (IRL)                 |                                     |
| 93                                  | Hervé Duclos-Lassalle (FRA)         |                                     |
| 94                                  | Tristan Valentin (FRA)              |                                     |
| 95                                  | Michiel Elijzen (NED)               |                                     |
| 96                                  | Thierry Marichal (BEL)              |                                     |
| 97                                  | Staf Scheirlinckx (BEL)             |                                     |
| 98                                  | Bradley Wiggins (GBR)               |                                     |

| Crédit Agricole C.A | Crédit Agricole C.A      | Crédit Agricole C.A |
| ------------------- | ------------------------ | ------------------- |
| Num                 | Coureur                  | Pos                 |
| 101                 | László Bodrogi (HUN)     |                     |
| 102                 | Julian Dean (NZL)        |                     |
| 103                 | Jimmy Engoulvent (FRA)   |                     |
| 104                 | Sébastien Hinault (FRA)  |                     |
| 105                 | Thor Hushovd (NOR)       |                     |
| 106                 | Cyril Lemoine (FRA)      |                     |
| 107                 | Mark Renshaw (AUS)       |                     |
| 108                 | Yannick Talabardon (FRA) |                     |

| La Française des jeux FDJ | La Française des jeux FDJ | La Française des jeux FDJ |
| ------------------------- | ------------------------- | ------------------------- |
| Num                       | Coureur                   | Pos                       |
| 111                       | Ludovic Auger (FRA)       |                           |
| 112                       | Bernhard Eisel (AUT)      |                           |
| 113                       | Philippe Gilbert (BEL)    |                           |
| 114                       | Arnaud Gérard (FRA)       |                           |
| 115                       | Frédéric Guesdon (FRA)    |                           |
| 116                       | Lilian Jégou (FRA)        |                           |
| 117                       | Cyrille Monnerais (FRA)   |                           |
| 118                       | Christophe Mengin (FRA)   |                           |

| Gerolsteiner GST | Gerolsteiner GST        | Gerolsteiner GST |
| ---------------- | ----------------------- | ---------------- |
| Num              | Coureur                 | Pos              |
| 121              | Thomas Fothen (GER)     |                  |
| 122              | René Haselbacher (AUT)  |                  |
| 123              | Heinrich Haussler (GER) |                  |
| 124              | Frank Høj (DEN)         |                  |
| 125              | David Kopp (GER)        |                  |
| 126              | Sven Krauss (GER)       |                  |
| 127              | Sebastian Lang (GER)    |                  |
| 128              | Peter Wrolich (AUT)     |                  |

| T-Mobile TMO | T-Mobile TMO           | T-Mobile TMO |
| ------------ | ---------------------- | ------------ |
| Num          | Coureur                | Pos          |
| 131          | Marcus Burghardt (GER) |              |
| 132          | Sergueï Ivanov (RUS)   |              |
| 133          | André Greipel (GER)    |              |
| 134          | Andreas Klier (GER)    |              |
| 135          | Lorenzo Bernucci (ITA) |              |
| 138          | Stephan Schreck (GER)  |              |

| Lampre-Fondital LAM | Lampre-Fondital LAM     | Lampre-Fondital LAM |
| ------------------- | ----------------------- | ------------------- |
| Num                 | Coureur                 | Pos                 |
| 141                 | Alessandro Ballan (ITA) |                     |
| 142                 | Matteo Carrara (ITA)    |                     |
| 143                 | Claudio Corioni (ITA)   |                     |
| 144                 | Paolo Fornaciari (ITA)  |                     |
| 145                 | Enrico Franzoi (ITA)    |                     |
| 146                 | David Loosli (SUI)      |                     |
| 148                 | Daniele Righi (ITA)     |                     |

| Liquigas LIQ | Liquigas LIQ         | Liquigas LIQ |
| ------------ | -------------------- | ------------ |
| Num          | Coureur              | Pos          |
| 152          | Daniele Colli (ITA)  |              |
| 153          | Mauro Da Dalto (ITA) |              |
| 154          | Nicola Loda (ITA)    |              |
| 155          | Marco Milesi (ITA)   |              |
| 156          | Luca Paolini (ITA)   |              |
| 157          | Marco Righetto (ITA) |              |
| 158          | Stefano Zanini (ITA) |              |

| Team Milram MRM | Team Milram MRM             | Team Milram MRM |
| --------------- | --------------------------- | --------------- |
| Num             | Coureur                     | Pos             |
| 161             | Simone Cadamuro (ITA)       |                 |
| 162             | Alessandro Cortinovis (ITA) |                 |
| 163             | Maarten den Bakker (NED)    |                 |
| 164             | Christian Knees (GER)       |                 |
| 165             | Enrico Poitschke (GER)      |                 |
| 166             | Alessandro Petacchi (ITA)   |                 |
| 167             | Marco Velo (ITA)            |                 |
| 168             | Erik Zabel (GER)            |                 |

| Rabobank RAB | Rabobank RAB              | Rabobank RAB |
| ------------ | ------------------------- | ------------ |
| Num          | Coureur                   | Pos          |
| 171          | Jan Boven (NED)           |              |
| 172          | Graeme Brown (AUS)        |              |
| 173          | Erik Dekker (NED)         |              |
| 174          | Juan Antonio Flecha (ESP) |              |
| 175          | Mathew Hayman (AUS)       |              |
| 176          | Pedro Horrillo (ESP)      |              |
| 177          | Joost Posthuma (NED)      |              |
| 178          | Marc Wauters (BEL)        |              |

| Phonak Hearing Systems PHO | Phonak Hearing Systems PHO | Phonak Hearing Systems PHO |
| -------------------------- | -------------------------- | -------------------------- |
| Num                        | Coureur                    | Pos                        |
| 181                        | Aurélien Clerc (SUI)       |                            |
| 182                        | Martin Elmiger (SUI)       |                            |
| 183                        | Bert Grabsch (GER)         |                            |
| 184                        | Fabrizio Guidi (ITA)       |                            |
| 185                        | Ryder Hesjedal (CAN)       |                            |
| 186                        | Robert Hunter (RSA)        |                            |
| 187                        | Uroš Murn (SLO)            |                            |
| 188                        | Grégory Rast (SUI)         |                            |

| Discovery Channel DSC | Discovery Channel DSC    | Discovery Channel DSC |
| --------------------- | ------------------------ | --------------------- |
| Num                   | Coureur                  | Pos                   |
| 191                   | Fumiyuki Beppu (JPN)     |                       |
| 192                   | Vladimir Gusev (RUS)     |                       |
| 193                   | Stijn Devolder (BEL)     |                       |
| 194                   | George Hincapie (USA)    |                       |
| 195                   | Leif Hoste (BEL)         |                       |
| 196                   | Guennadi Mikhailov (RUS) |                       |
| 197                   | Benoît Joachim (LUX)     |                       |
| 198                   | Matthew White (AUS)      |                       |

| Chocolade Jacques-Topsport Vlaanderen JAC | Chocolade Jacques-Topsport Vlaanderen JAC | Chocolade Jacques-Topsport Vlaanderen JAC |
| ----------------------------------------- | ----------------------------------------- | ----------------------------------------- |
| Num                                       | Coureur                                   | Pos                                       |
| 201                                       | Koen Barbé (BEL)                          |                                           |
| 202                                       | Dimitri De Fauw (BEL)                     |                                           |
| 203                                       | Benny De Schrooder (BEL)                  |                                           |
| 204                                       | Niko Eeckhout (BEL)                       |                                           |
| 205                                       | Kurt Hovelijnck (BEL)                     |                                           |
| 206                                       | Jens Renders (BEL)                        |                                           |
| 207                                       | Bart Vanheule (BEL)                       |                                           |
| 208                                       | Frederik Willems (BEL)                    |                                           |

| Landbouwkrediet-Colnago LAN | Landbouwkrediet-Colnago LAN | Landbouwkrediet-Colnago LAN |
| --------------------------- | --------------------------- | --------------------------- |
| Num                         | Coureur                     | Pos                         |
| 211                         | Grégory Habeaux (BEL)       |                             |
| 212                         | Andy Cappelle (BEL)         |                             |
| 213                         | Mathieu Criquielion (BEL)   |                             |
| 214                         | Sjef De Wilde (BEL)         |                             |
| 215                         | Jean-Claude Lebeau (BEL)    |                             |
| 216                         | Kevin Neirynck (BEL)        |                             |
| 217                         | Jurgen Van Loocke (BEL)     |                             |
| 218                         | Johan Verstrepen (BEL)      |                             |

| Unibet.com UNI | Unibet.com UNI         | Unibet.com UNI |
| -------------- | ---------------------- | -------------- |
| Num            | Coureur                | Pos            |
| 221            | David Boucher (FRA)    |                |
| 222            | Baden Cooke (AUS)      |                |
| 223            | Ángel Castresana (ESP) |                |
| 224            | Jeremy Hunt (GBR)      |                |
| 225            | Jonas Ljungblad (SWE)  |                |
| 226            | Matthé Pronk (NED)     |                |
| 227            | Marco Serpellini (ITA) |                |
| 228            | Matthew Wilson (AUS)   |                |

| Skil-Shimano SKS | Skil-Shimano SKS         | Skil-Shimano SKS |
| ---------------- | ------------------------ | ---------------- |
| Num              | Coureur                  | Pos              |
| 231              | Yukihiro Doi (JPN)       |                  |
| 232              | Rik Reinerink (NED)      |                  |
| 233              | Piet Rooijakkers (NED)   |                  |
| 234              | Maarten Tjallingii (NED) |                  |
| 235              | Kenny van Hummel (NED)   |                  |
| 236              | Aart Vierhouten (NED)    |                  |
| 237              | Paul Martens (GER)       |                  |
| 238              | Masahiro Shinagawa (JPN) |                  |

| Navigators Insurance ___ | Navigators Insurance ___ | Navigators Insurance ___ |
| ------------------------ | ------------------------ | ------------------------ |
| Num                      | Coureur                  | Pos                      |
| 241                      | Benjamin Brooks (AUS)    |                          |
| 242                      | Glen Chadwick (NZL)      |                          |
| 243                      | Hilton Clarke (AUS)      |                          |
| 244                      | Oleg Grishkine (RUS)     |                          |
| 245                      | Valery Kobzarenko (UKR)  |                          |
| 246                      | Sergueï Lagoutine (UZB)  |                          |
| 247                      | David O'Loughlin (IRL)   |                          |
| 248                      | Bernard Van Ulden (USA)  |                          |

| Quick Step-Innergetic QSI | Quick Step-Innergetic QSI | Quick Step-Innergetic QSI |
| ------------------------- | ------------------------- | ------------------------- |
| Num                       | Coureur                   | Pos                       |
| 1                         | Tom Boonen (BEL)          |                           |
| 2                         | Wilfried Cretskens (BEL)  |                           |
| 3                         | Steven de Jongh (NED)     |                           |
| 4                         | Kevin Hulsmans (BEL)      |                           |
| 5                         | Servais Knaven (NED)      |                           |
| 6                         | Nick Nuyens (BEL)         |                           |
| 7                         | Matteo Tosatto (ITA)      |                           |
| 8                         | Filippo Pozzato (ITA)     |                           |

| Davitamon-Lotto DVL | Davitamon-Lotto DVL   | Davitamon-Lotto DVL |
| ------------------- | --------------------- | ------------------- |
| Num                 | Coureur               | Pos                 |
| 11                  | Nico Mattan (BEL)     |                     |
| 12                  | Léon van Bon (NED)    |                     |
| 13                  | Nick Ingels (BEL)     |                     |
| 14                  | Bert Roesems (BEL)    |                     |
| 15                  | Gert Steegmans (BEL)  |                     |
| 16                  | Tom Steels (BEL)      |                     |
| 17                  | Wim Vansevenant (BEL) |                     |
| 18                  | Henk Vogels (AUS)     |                     |

| CSC | CSC                     | CSC |
| --- | ----------------------- | --- |
| Num | Coureur                 | Pos |
| 21  | Kurt Asle Arvesen (NOR) |     |
| 22  | Fabian Cancellara (SUI) |     |
| 23  | Allan Johansen (DEN)    |     |
| 24  | Marcus Ljungqvist (SWE) |     |
| 25  | Lars Michaelsen (DEN)   |     |
| 26  | Christian Müller (GER)  |     |
| 27  | Martin Pedersen (DEN)   |     |
| 28  | Luke Roberts (AUS)      |     |

| Caisse d'Épargne-Illes Balears CEI | Caisse d'Épargne-Illes Balears CEI | Caisse d'Épargne-Illes Balears CEI |
| ---------------------------------- | ---------------------------------- | ---------------------------------- |
| Num                                | Coureur                            | Pos                                |
| 31                                 | Éric Berthou (FRA)                 |                                    |
| 32                                 | Florent Brard (FRA)                |                                    |
| 33                                 | Imanol Erviti (ESP)                |                                    |
| 34                                 | José Vicente García Acosta (ESP)   |                                    |
| 35                                 | José Cayetano Juliá (ESP)          |                                    |
| 36                                 | Nicolas Portal (FRA)               |                                    |
| 37                                 | Vicente Reynés (ESP)               |                                    |
| 38                                 | Alexei Markov (RUS)                |                                    |

| Euskaltel-Euskadi EUS | Euskaltel-Euskadi EUS | Euskaltel-Euskadi EUS |
| --------------------- | --------------------- | --------------------- |
| Num                   | Coureur               | Pos                   |
| 41                    | Andoni Aranaga (ESP)  |                       |
| 42                    | Koldo Fernández (ESP) |                       |
| 43                    | Iker Flores (ESP)     |                       |
| 44                    | David Herrero (ESP)   |                       |
| 45                    | Markel Irizar (ESP)   |                       |
| 46                    | Unai Uribarri (ESP)   |                       |
| 47                    | Iban Mayoz (ESP)      |                       |
| 48                    | Joseba Zubeldia (ESP) |                       |

| Liberty Seguros-Würth LSW | Liberty Seguros-Würth LSW | Liberty Seguros-Würth LSW |
| ------------------------- | ------------------------- | ------------------------- |
| Num                       | Coureur                   | Pos                       |
| 51                        | Carlos Abellán (ESP)      |                           |
| 52                        | Assan Bazayev (KAZ)       |                           |
| 53                        | Allan Davis (AUS)         |                           |
| 54                        | Koen de Kort (NED)        |                           |
| 55                        | Aaron Kemps (AUS)         |                           |
| 56                        | José Joaquín Rojas (ESP)  |                           |
| 57                        | Eladio Sánchez (ESP)      |                           |
| 58                        | Iván Santos (ESP)         |                           |

| Saunier Duval-Prodir SDV | Saunier Duval-Prodir SDV | Saunier Duval-Prodir SDV |
| ------------------------ | ------------------------ | ------------------------ |
| Num                      | Coureur                  | Pos                      |
| 61                       | Charles Dionne (CAN)     |                          |
| 62                       | Ángel Gómez (ESP)        |                          |
| 63                       | Piotr Mazur (POL)        |                          |
| 64                       | Luciano Pagliarini (BRA) |                          |
| 65                       | Aaron Olsen (USA)        |                          |
| 66                       | Francisco Ventoso (ESP)  |                          |
| 67                       | Francisco Ventoso (ESP)  |                          |
| 68                       | Carlos Zárate (ESP)      |                          |

| AG2R Prévoyance A2R | AG2R Prévoyance A2R      | AG2R Prévoyance A2R |
| ------------------- | ------------------------ | ------------------- |
| Num                 | Coureur                  | Pos                 |
| 71                  | Renaud Dion (FRA)        |                     |
| 72                  | John Gadret (FRA)        |                     |
| 73                  | Laurent Mangel (FRA)     |                     |
| 74                  | Jean-Patrick Nazon (FRA) |                     |
| 75                  | Erki Pütsep (EST)        |                     |
| 76                  | Christophe Riblon (FRA)  |                     |
| 77                  | Aliaksandr Usau (BLR)    |                     |
| 78                  | Tomas Vaitkus (LTU)      |                     |

| Bouygues Telecom BTL | Bouygues Telecom BTL     | Bouygues Telecom BTL |
| -------------------- | ------------------------ | -------------------- |
| Num                  | Coureur                  | Pos                  |
| 81                   | Sébastien Chavanel (FRA) |                      |
| 82                   | Mathieu Claude (FRA)     |                      |
| 83                   | Pierre Drancourt (FRA)   |                      |
| 84                   | Andy Flickinger (FRA)    |                      |
| 85                   | Yohann Gène (FRA)        |                      |
| 86                   | Anthony Geslin (FRA)     |                      |
| 87                   | Rony Martias (FRA)       |                      |
| 88                   | Franck Renier (FRA)      |                      |

| Cofidis-Le Crédit par Téléphone COF | Cofidis-Le Crédit par Téléphone COF | Cofidis-Le Crédit par Téléphone COF |
| ----------------------------------- | ----------------------------------- | ----------------------------------- |
| Num                                 | Coureur                             | Pos                                 |
| 91                                  | Jimmy Casper (FRA)                  |                                     |
| 92                                  | Nicolas Roche (IRL)                 |                                     |
| 93                                  | Hervé Duclos-Lassalle (FRA)         |                                     |
| 94                                  | Tristan Valentin (FRA)              |                                     |
| 95                                  | Michiel Elijzen (NED)               |                                     |
| 96                                  | Thierry Marichal (BEL)              |                                     |
| 97                                  | Staf Scheirlinckx (BEL)             |                                     |
| 98                                  | Bradley Wiggins (GBR)               |                                     |

| Crédit Agricole C.A | Crédit Agricole C.A      | Crédit Agricole C.A |
| ------------------- | ------------------------ | ------------------- |
| Num                 | Coureur                  | Pos                 |
| 101                 | László Bodrogi (HUN)     |                     |
| 102                 | Julian Dean (NZL)        |                     |
| 103                 | Jimmy Engoulvent (FRA)   |                     |
| 104                 | Sébastien Hinault (FRA)  |                     |
| 105                 | Thor Hushovd (NOR)       |                     |
| 106                 | Cyril Lemoine (FRA)      |                     |
| 107                 | Mark Renshaw (AUS)       |                     |
| 108                 | Yannick Talabardon (FRA) |                     |

| La Française des jeux FDJ | La Française des jeux FDJ | La Française des jeux FDJ |
| ------------------------- | ------------------------- | ------------------------- |
| Num                       | Coureur                   | Pos                       |
| 111                       | Ludovic Auger (FRA)       |                           |
| 112                       | Bernhard Eisel (AUT)      |                           |
| 113                       | Philippe Gilbert (BEL)    |                           |
| 114                       | Arnaud Gérard (FRA)       |                           |
| 115                       | Frédéric Guesdon (FRA)    |                           |
| 116                       | Lilian Jégou (FRA)        |                           |
| 117                       | Cyrille Monnerais (FRA)   |                           |
| 118                       | Christophe Mengin (FRA)   |                           |

| Gerolsteiner GST | Gerolsteiner GST        | Gerolsteiner GST |
| ---------------- | ----------------------- | ---------------- |
| Num              | Coureur                 | Pos              |
| 121              | Thomas Fothen (GER)     |                  |
| 122              | René Haselbacher (AUT)  |                  |
| 123              | Heinrich Haussler (GER) |                  |
| 124              | Frank Høj (DEN)         |                  |
| 125              | David Kopp (GER)        |                  |
| 126              | Sven Krauss (GER)       |                  |
| 127              | Sebastian Lang (GER)    |                  |
| 128              | Peter Wrolich (AUT)     |                  |

| T-Mobile TMO | T-Mobile TMO           | T-Mobile TMO |
| ------------ | ---------------------- | ------------ |
| Num          | Coureur                | Pos          |
| 131          | Marcus Burghardt (GER) |              |
| 132          | Sergueï Ivanov (RUS)   |              |
| 133          | André Greipel (GER)    |              |
| 134          | Andreas Klier (GER)    |              |
| 135          | Lorenzo Bernucci (ITA) |              |
| 138          | Stephan Schreck (GER)  |              |

| Lampre-Fondital LAM | Lampre-Fondital LAM     | Lampre-Fondital LAM |
| ------------------- | ----------------------- | ------------------- |
| Num                 | Coureur                 | Pos                 |
| 141                 | Alessandro Ballan (ITA) |                     |
| 142                 | Matteo Carrara (ITA)    |                     |
| 143                 | Claudio Corioni (ITA)   |                     |
| 144                 | Paolo Fornaciari (ITA)  |                     |
| 145                 | Enrico Franzoi (ITA)    |                     |
| 146                 | David Loosli (SUI)      |                     |
| 148                 | Daniele Righi (ITA)     |                     |

| Liquigas LIQ | Liquigas LIQ         | Liquigas LIQ |
| ------------ | -------------------- | ------------ |
| Num          | Coureur              | Pos          |
| 152          | Daniele Colli (ITA)  |              |
| 153          | Mauro Da Dalto (ITA) |              |
| 154          | Nicola Loda (ITA)    |              |
| 155          | Marco Milesi (ITA)   |              |
| 156          | Luca Paolini (ITA)   |              |
| 157          | Marco Righetto (ITA) |              |
| 158          | Stefano Zanini (ITA) |              |

| Team Milram MRM | Team Milram MRM             | Team Milram MRM |
| --------------- | --------------------------- | --------------- |
| Num             | Coureur                     | Pos             |
| 161             | Simone Cadamuro (ITA)       |                 |
| 162             | Alessandro Cortinovis (ITA) |                 |
| 163             | Maarten den Bakker (NED)    |                 |
| 164             | Christian Knees (GER)       |                 |
| 165             | Enrico Poitschke (GER)      |                 |
| 166             | Alessandro Petacchi (ITA)   |                 |
| 167             | Marco Velo (ITA)            |                 |
| 168             | Erik Zabel (GER)            |                 |

| Rabobank RAB | Rabobank RAB              | Rabobank RAB |
| ------------ | ------------------------- | ------------ |
| Num          | Coureur                   | Pos          |
| 171          | Jan Boven (NED)           |              |
| 172          | Graeme Brown (AUS)        |              |
| 173          | Erik Dekker (NED)         |              |
| 174          | Juan Antonio Flecha (ESP) |              |
| 175          | Mathew Hayman (AUS)       |              |
| 176          | Pedro Horrillo (ESP)      |              |
| 177          | Joost Posthuma (NED)      |              |
| 178          | Marc Wauters (BEL)        |              |

| Phonak Hearing Systems PHO | Phonak Hearing Systems PHO | Phonak Hearing Systems PHO |
| -------------------------- | -------------------------- | -------------------------- |
| Num                        | Coureur                    | Pos                        |
| 181                        | Aurélien Clerc (SUI)       |                            |
| 182                        | Martin Elmiger (SUI)       |                            |
| 183                        | Bert Grabsch (GER)         |                            |
| 184                        | Fabrizio Guidi (ITA)       |                            |
| 185                        | Ryder Hesjedal (CAN)       |                            |
| 186                        | Robert Hunter (RSA)        |                            |
| 187                        | Uroš Murn (SLO)            |                            |
| 188                        | Grégory Rast (SUI)         |                            |

| Discovery Channel DSC | Discovery Channel DSC    | Discovery Channel DSC |
| --------------------- | ------------------------ | --------------------- |
| Num                   | Coureur                  | Pos                   |
| 191                   | Fumiyuki Beppu (JPN)     |                       |
| 192                   | Vladimir Gusev (RUS)     |                       |
| 193                   | Stijn Devolder (BEL)     |                       |
| 194                   | George Hincapie (USA)    |                       |
| 195                   | Leif Hoste (BEL)         |                       |
| 196                   | Guennadi Mikhailov (RUS) |                       |
| 197                   | Benoît Joachim (LUX)     |                       |
| 198                   | Matthew White (AUS)      |                       |

| Chocolade Jacques-Topsport Vlaanderen JAC | Chocolade Jacques-Topsport Vlaanderen JAC | Chocolade Jacques-Topsport Vlaanderen JAC |
| ----------------------------------------- | ----------------------------------------- | ----------------------------------------- |
| Num                                       | Coureur                                   | Pos                                       |
| 201                                       | Koen Barbé (BEL)                          |                                           |
| 202                                       | Dimitri De Fauw (BEL)                     |                                           |
| 203                                       | Benny De Schrooder (BEL)                  |                                           |
| 204                                       | Niko Eeckhout (BEL)                       |                                           |
| 205                                       | Kurt Hovelijnck (BEL)                     |                                           |
| 206                                       | Jens Renders (BEL)                        |                                           |
| 207                                       | Bart Vanheule (BEL)                       |                                           |
| 208                                       | Frederik Willems (BEL)                    |                                           |

| Landbouwkrediet-Colnago LAN | Landbouwkrediet-Colnago LAN | Landbouwkrediet-Colnago LAN |
| --------------------------- | --------------------------- | --------------------------- |
| Num                         | Coureur                     | Pos                         |
| 211                         | Grégory Habeaux (BEL)       |                             |
| 212                         | Andy Cappelle (BEL)         |                             |
| 213                         | Mathieu Criquielion (BEL)   |                             |
| 214                         | Sjef De Wilde (BEL)         |                             |
| 215                         | Jean-Claude Lebeau (BEL)    |                             |
| 216                         | Kevin Neirynck (BEL)        |                             |
| 217                         | Jurgen Van Loocke (BEL)     |                             |
| 218                         | Johan Verstrepen (BEL)      |                             |

| Unibet.com UNI | Unibet.com UNI         | Unibet.com UNI |
| -------------- | ---------------------- | -------------- |
| Num            | Coureur                | Pos            |
| 221            | David Boucher (FRA)    |                |
| 222            | Baden Cooke (AUS)      |                |
| 223            | Ángel Castresana (ESP) |                |
| 224            | Jeremy Hunt (GBR)      |                |
| 225            | Jonas Ljungblad (SWE)  |                |
| 226            | Matthé Pronk (NED)     |                |
| 227            | Marco Serpellini (ITA) |                |
| 228            | Matthew Wilson (AUS)   |                |

| Skil-Shimano SKS | Skil-Shimano SKS         | Skil-Shimano SKS |
| ---------------- | ------------------------ | ---------------- |
| Num              | Coureur                  | Pos              |
| 231              | Yukihiro Doi (JPN)       |                  |
| 232              | Rik Reinerink (NED)      |                  |
| 233              | Piet Rooijakkers (NED)   |                  |
| 234              | Maarten Tjallingii (NED) |                  |
| 235              | Kenny van Hummel (NED)   |                  |
| 236              | Aart Vierhouten (NED)    |                  |
| 237              | Paul Martens (GER)       |                  |
| 238              | Masahiro Shinagawa (JPN) |                  |

| Navigators Insurance ___ | Navigators Insurance ___ | Navigators Insurance ___ |
| ------------------------ | ------------------------ | ------------------------ |
| Num                      | Coureur                  | Pos                      |
| 241                      | Benjamin Brooks (AUS)    |                          |
| 242                      | Glen Chadwick (NZL)      |                          |
| 243                      | Hilton Clarke (AUS)      |                          |
| 244                      | Oleg Grishkine (RUS)     |                          |
| 245                      | Valery Kobzarenko (UKR)  |                          |
| 246                      | Sergueï Lagoutine (UZB)  |                          |
| 247                      | David O'Loughlin (IRL)   |                          |
| 248                      | Bernard Van Ulden (USA)  |                          |